# احتجاجات خطوط الأنابيب والسكك الحديدية الكندية 2020
احتجاجات خطوط الأنابيب والسكك الحديدية الكندية 2020 كانت سلسلة من الاحتجاجات التي اندلعت في كندا عام 2020 اعتراضًا على إقامة خط أنابيب كوستال غازلينك الذي يمتد على مسافة 190 كيلومترًا (120 ميلًا) عبر الأراضي المملوكة لشعب ويتسويتين الأول في كولومبيا البريطانية، وهي أرض غير مُتنازل عنها، وهو ما اعتبره سكان هذه المنطقة اعتداءًا على حق السكان الأصليين في تقرير مصيرهم، كما أثار لديهم مخاوف تتعلق بالأثر البيئي لإقامة مشاريع الطاقة على أراضيهم.
تعود بداية الاحتجاجات إلى عام 2010، عندما أعلن زعماء قبيلة ويتسويتين وأنصارهم معارضتهم لمشروع إقامة خطوط أنابيب كوستال غازلينك على أراضيهم، وأقاموا معسكرًا مباشرةً على مسار خطوط أنابيب البوابة الشمالية، وهو مسار مشابه للمسار الذي اقتُرح لاحقًا لخط أنابيب كوستال غازلينك. رُفض مشروع البوابة الشمالية رسميًا في عام ٢٠١٦ بعد أن مرّ بمراحل التخطيط والمشاورات مع السكان الأصليين والمراجعات البيئية والمراجعات الحكومية، ولم يحظ بالموافقة من جميع زعماء قبيلة ويتسويتين على إقامة المشروع. وعلى الرغم من ذلك، أعطى داعمو مشروع خط الأنابيب في عام 2018 إشارة الضوء الأخضر لإقامة المشروع الذي بلغت تكلفته 606 مليار دولار كندي، وبدأ العمل فيه، فلجأ السكان الأصليون إلى وضع الحواجز لمنع الوصول إلى معسكرات بناء خط أنابيب كوستال غازلينك في إقليم ويتسويتين، قبل أن يحصل منفذو مشروع كوستال غازلينك في عام 2018 على أمر قضائي بإزالة الحواجز التي وضعها المدافعين عن الأرض. وفي يناير (كانون الثاني) 2019، أزالت الشرطة الملكية الكندية في كولومبيا البريطانية الحواجز، واكتملت أعمال ما قبل بناء خط أنابيب كوستال غازلينك في الإقليم. أُعيد بناء الحواجز مُجدّدًا في وقت لاحق، ثُم حصل منفذو كوستال غازلينك في ديسمبر (كانون الأول) 2019 على أمر قضائي ثانٍ من المحكمة العليا في كولومبيا البريطانية يسمح لهم بالبناء. وفي فبراير (شباط) 2020، وبعد أن نفذت الشرطة الملكية الكندية أمر المحكمة الثاني، بإزالة الحواجز التي وضعها شعب ويتسويتين واعتقال المدافعين عن أراضيهم، اندلعت سلسلة احتجاجات تضامنية في جميع أنحاء كندا. وأقام المحتجون حواجز جديدة كانت معظمها لقطع خطوط السكك الحديدية، وكان من بينها حصارًا فرضه المحتجون بالقرب من إقليم تينديناغا موهوك مما أوقف حركة المرور على طول الخط الرئيسي للسكك الحديدية الوطنية الكندية بين مدينة تورنتو ومونتريال، وتسبب في إيقاف خدمة السكك الحديدية للركاب وعمليات شحن السكك الحديدية في معظم أنحاء كندا، كما أزالت شرطة مقاطعة أونتاريو حصارًا آخر فرضه المحتجون شرق مدينة أونتاريو. استمرت الحواجز والاحتجاجات حتى مارس (أذار) 2020 في كولومبيا البريطانية وأونتاريو وكيبيك. وقد أدت المناقشات بين ممثلي شعب ويتسويتين وحكومتي كندا وكولومبيا البريطانية إلى اتفاق مؤقت بشأن حقوق شعب ويتسويتين في المنطقة.

## مشروع خط أنابيب كوستال غازلينك
كان مشروع خط أنابيب كوستال غازلينك يتمثل في مد خط أنابيب غاز طبيعي بطول 670 كيلومترًا (420 ميلًا) لنقل الغاز الطبيعي من المناجم الموجودة في شمال شرق كولومبيا البريطانية إلى محطة تسييل الغاز الطبيعي الموجودة في ميناء كيتيمات. ويهدف المشروع إلى ضخ إمدادات الغاز الطبيعي إلى العديد من شركات الطاقة الآسيوية الشريكة في المشروع، وكان من المفترض أن يمر خط الأنابيب عبر أراضٍ مملوكة لمجموعة من قبائل سكان كندا الأصليين، ومن بينها 190 كيلومترًا (120 ميلًا) من أراضي قبيلة ويتسويتين. وضع مصممو المشروع خططهم لمسار خط الأنابيب في أوائل العقد الثاني من القرن الحادي والعشرين، وحصلوا على موافقة العديد من مجالس الأمم الأولى على طول المسار المُقترح لخط الأنابيب، ولكنهم لم يتمكنوا من الحصول على موافقة مجلس زعماء قبيلة ويتسويتين، على الرغم من أن معظم المجالس المنتخبة لأمم ويتسويتين الأولى أبرمت اتفاقية منافع مع شركة تي سي إنرجي، مالكة مشروع خط الأنابيب.
وافقت سلطات كولومبيا البريطانية في عام 2014 على التقييم البيئي للمشروع، ثم وافقت على تصاريح بناء المشروع في عامي 2015 و2016. وحصلت شركة تي سي إنرجي على الموافقة النهائية من شركائها لبدء بناء المشروع في عام 2018، دون موافقة جميع زعماء شعب ويتسويتين، إذ لم يحظى المشروع بالموافقة سوى من واحد فقط من زعماء العائلات التسعة الموجودة حاليًا بالمنطقة.